# Ordine di Al Sa'id
L'Ordine di Āl Saʿīd è il principale ordine cavalleresco del Sultanato di Oman.

## Storia
L'Ordine, che viene definito come un ordine cavalleresco specifico per la famiglia reale dell'Oman (ne beneficeranno anche alcuni sultani di Zanzibar discendenti dai sultani d'Oman), l'Ordine di Āl Saʿīd è il più antico degli ordini dell'Oman, databile al 1913 quando il sultano Faysal bin Turki ne decise l'istituzione anche se tale ordine rimase al puro stato di riconoscimento su pergamena e successivamente cadde in disuso.
L'Ordine venne però ricostituito dal sultano Qābūs ibn Saʿīd nel 1982. Nella versione moderna le insegne vengono fatte realizzare dalla ditta inglese Spink & Son di Londra.

## Classi
L'Ordine era suddiviso nelle seguenti classi di benemerenza:
- Collare
- Cavaliere di I Classe
- Cavaliere di II Classe
- Cavaliere di III Classe
- Cavaliere di IV Classe
- Cavaliere di V Classe

A tutt'oggi è rimasta in auge la sola classe di Collare. Le altre sono state conferite in passato ma possono considerarsi attualmente obsolete.

## Insegne
- La medaglia consiste in una stella d'oro di otto punte a forma di petali smaltati di verde. Al centro del medaglione si trova un cerchio smaltato di bianco con un tondo rosso in centro con un'iscrizione d'oro al centro che originariamente riportava la frase "al-Dawla al-Saʿīdiyya al-ʿUmāniyya", mentre l'iscrizione della placca da petto riportava il nome del fondatore "Saʿīd bin Fayṣal bin Taymūr bin Turkī al-Wāthiq bi-llāh al-Majīd". La medaglia è sostenuta al nastro attraverso un anello in oro. La seconda versione dell'ordine mantiene le stesse iscrizioni della prima medaglia (in una calligrafia maggiormente semplificata), ma la medaglia è sospesa al nastro tramite una corona.
- Il collare è composto da ventisei anelli d'oro alternati allo stemma del sultanato di Oman coronato ed a corone reali.
- Il nastro è rosso con una striscia verde nel mezzo.